# Chung kết Cúp C1 châu Âu 1979
Trận chung kết Cúp C1 châu Âu năm 1979 là trận chung kết thứ hai mươi tư của Cúp các đội vô địch bóng đá quốc gia châu Âu, ngày nay là UEFA Champions League. Đây là trận đấu giữa Nottingham Forest F.C. của Anh và Malmö FF của Thụy Điển trên Sân vận động Olympic, München vào ngày 30 tháng 5 năm 1979. Với chiến thắng 1–0, Nottingham Forest lần đầu tiên giành Cúp C1 châu Âu.

## Đường đến trận chung kết
| Nottingham Forest | Nottingham Forest | Nottingham Forest          | Vòng    | Malmö FF       | Malmö FF | Malmö FF                   |
| ----------------- | ----------------- | -------------------------- | ------- | -------------- | -------- | -------------------------- |
|                   |                   |                            |         |                |          |                            |
| Đối thủ           | Kết quả           | Lượt                       |         | Đối thủ        | Kết quả  | Lượt                       |
| Liverpool         | 2–0               | 2–0 sân nhà; 0–0 sân khách | Vòng 1  | AS Monaco      | 1–0      | 0–0 sân nhà; 1–0 sân khách |
| AEK Athens        | 7–2               | 5–1 sân nhà; 2–1 sân khách | Vòng 2  | Dynamo Kiev    | 2–0      | 2–0 sân nhà; 0–0 sân khách |
| Grasshopper       | 5–2               | 4–1 sân nhà; 1–1 sân khách | Tứ kết  | Wisła Kraków   | 5–3      | 4–1 sân nhà; 1–2 sân khách |
| Köln              | 4–3               | 3–3 sân nhà; 1–0 sân khách | Bán kết | Austria Vienna | 1–0      | 1–0 sân nhà; 0–0 sân khách |

## Chi tiết trận đấu
| Nottingham Forest | 1–0      | Malmö FF |
| ----------------- | -------- | -------- |
| Francis 45'       | Chi tiết |          |

| Nottingham Forest | Malmö FF |

| NOTTINGHAM FOREST: |    |                    |  |  |
|                    |    |                    |  |  |
| TM                 | 1  | Peter Shilton      |  |  |
| HV                 | 2  | Viv Anderson       |  |  |
| HV                 | 3  | Frank Clark        |  |  |
| TV                 | 4  | John McGovern (ĐT) |  |  |
| HV                 | 5  | Larry Lloyd        |  |  |
| HV                 | 6  | Kenny Burns        |  |  |
| TV                 | 7  | Trevor Francis     |  |  |
| TV                 | 8  | Ian Bowyer         |  |  |
| TĐ                 | 9  | Garry Birtles      |  |  |
| TĐ                 | 10 | Tony Woodcock      |  |  |
| TV                 | 11 | John Robertson     |  |  |
| Dự bị:             |    |                    |  |  |
| TM                 |    | Chris Woods        |  |  |
| Huấn luyện viên:   |    |                    |  |  |
| Brian Clough       |    |                    |  |  |

| MALMÖ FF:        |    |                     |  |     |
|                  |    |                     |  |     |
| TM               | 1  | Jan Möller          |  |     |
| HV               | 2  | Rolvà Andersson     |  |     |
| HV               | 3  | Ingemar Erlandsson  |  |     |
| HV               | 4  | Kent Jönsson        |  |     |
| HV               | 5  | Magnus Andersson    |  |     |
| TV               | 6  | Staffan Tapper (ĐT) |  | 36' |
| TV               | 7  | Anders Ljungberg    |  |     |
| TV               | 8  | Robert Prytz        |  |     |
| TĐ               | 9  | Tommy Hansson       |  | 83' |
| TĐ               | 10 | Tore Cervin         |  |     |
| TV               | 11 | Jan Olov Kinnvall   |  |     |
| Dự bị:           |    |                     |  |     |
| TV               | 15 | Claes Malmberg      |  | 36' |
| TĐ               | 13 | Tommy Andersson     |  | 83' |
| Huấn luyện viên: |    |                     |  |     |
| Bobby Houghton   |    |                     |  |     |